# 足利将軍家

足利氏の家紋　Wikipedia足利氏より引用

足利将軍家（あしかがしょうぐんけ）は、足利氏の惣領家（宗家）のうち、とくに足利尊氏以来の、代々室町幕府の将軍職を世襲した一家（軍事貴族）。初代尊氏の後は2代として嫡男義詮が継ぎ、3代足利義満を経て、15代義昭まで続く。2代義詮以降、歴代将軍は諱において義の字を通字とした。

## 足利将軍家の成立過程
足利氏の本姓は源氏で、清和源氏の一家系河内源氏の嫡流たる武家の名門である。その系譜をたどれば源氏の祖経基以来、満仲、頼信、頼義、そして名高き八幡太郎源義家に至るまで5代にわたり、武家の栄誉である鎮守府将軍に任ぜられ、国内の兵乱を平定、朝廷の信望を得るとともに東国を拠点として武家の棟梁としての名声を上げた。義国の次男である源義康が下野国足利荘に住し、足利氏が興った。
鎌倉時代、足利義兼は源頼朝と遠縁の同族であり、また父が頼朝の父・源義朝と浅からぬ縁があったこと、頼朝の御台所・北条政子の妹（北条時子）を正室としたこともあり、幕府の信望を得て門葉として遇された。源氏将軍が3代源実朝の代で滅ぶと、源氏の名門として武家の尊敬を集めたが、幕政を牛耳った執権北条氏から警戒の念を抱かれたとみられ、時には一門から処罰される者を出しながらも、代々の当主が北条氏との縁戚関係を結んでいたこともあり、他の門葉や名族が粛清されていく中、名跡を保ち続けた。
所領も下野、陸奥、三河、丹波など西国にも及び、支族は数十にも及ぶ有力御家人であった。後醍醐天皇の討幕挙兵が明らかになった後は当初、幕府軍として京都に進撃したが、丹波で鎌倉幕府の追討宣旨を奉じて足利尊氏が朝廷方に転じ、後醍醐天皇の建武の新政に貢献した。
しかし、公家一統の支配確立を目指す後醍醐天皇の政治が様々な混乱を呼ぶとともに、武家の不満が集積し、尊氏は後醍醐天皇の皇統とは宿敵にあたる持明院統の光厳上皇の院宣を受けて、北朝を樹立、自身は征夷大将軍に任ぜられた。こうして、足利宗家を将軍家として新たな武家政権が成立することになった。

## 室町殿
足利将軍は当初は鎌倉幕府の継承者として「鎌倉殿」と呼ばれていた時期もあったが、足利義満が京都の室町通（現存する）沿いに将軍の邸宅を構えると、将軍の邸宅及び将軍そのものを「室町殿」と呼ぶようになり、後の室町幕府という語の由来となった（花の御所）。
但し、室町殿は将軍である場合が多いが、そうでない場合もある。足利義満は、1394年（応永元年）に将軍職を当時9歳の嫡男の足利義持に譲ったが、室町殿として保持している守護の任命権は1408年（応永15年）に死ぬまで手放さなかった。義持も同様に、1425年（応永32年）に将軍職を嫡男の足利義量に譲ったが、室町殿として政務を握り続けた。
応仁元年（1467）五月に応仁の乱が発生すると、東軍細川勝元の主導により後花園院と後土御門天皇と三種の神器はそれぞれの御所から足利義政の室町殿に避難した。
応仁の乱の期間中、朝廷と幕府の機能は全て室町殿に集約され、東軍は室町殿を中核に周辺を要塞化し（「御構」おんかまえ）、要塞化された「御構」の外は圧倒的な軍事力を持っていた西軍に包囲されていた。比叡山が東軍についたおかげで北東の一か所だけは包囲されておらず、そこから物資を補給していたという。

## 公家としての足利将軍家
足利義満の時代になると、足利将軍家（室町殿）は朝廷内においてもその地位を高め、最終的には太政大臣にまで昇って公家社会の頂点に立った。次代の義持以降も一部修正はあるものの、足利将軍家は公卿に昇進して応仁の乱までは大臣にまで昇進可能である摂家・清華家級の家格となった。このため、足利将軍家も摂関家や清華家と同じように中下級の公家、特に将軍家と婚姻関係を結んだ日野流や実務に長けた勧修寺流の公家などを自己の家司として家政を補佐させるなど、公家社会の有力な一員となった。
応仁の乱後に幕府の衰退が明らかになると、朝廷との関係に変化が生じた。明応の政変以降に将軍家が事実上分裂し、幕府から朝廷への財政援助も望めなくなると、朝廷はどちらの陣営からでも正式な申請と御訪（必要経費の献上）があれば任官申請を認めるという一種の機械的処理を行うことで、将軍家の内紛が朝廷に影響するのを回避しようとした。
ところが、足利将軍家の義稙系（足利義稙―足利義維―足利義栄）と義澄系（足利義澄―足利義晴―足利義輝・義昭兄弟）への分裂は摂関家にも影響を及ぼした。近衛家が娘を義晴・義輝の正室として連携を深め、これに対抗して九条家が義稙系と結んだからである。その結果、「義稙系将軍家・九条流摂関家（九条家・二条家・一条家）」対「義澄系将軍家・近衛流摂関家（近衛家・鷹司家）」という政治対立の構図が成立した。このため、義澄系将軍家が力を持っている時は、九条流は摂関の解任や地方への下向を余儀なくされ、反対に義澄系将軍家が京都を追われた時には、近衛流が力を失い近衛家が義澄系に随行して地方に下向する状況になった（鷹司家は戦国時代中期に一時断絶）。
その後、永禄の変が発生すると、近衛前久は近衛家の血を引く義輝が殺害されたにもかかわらず、対立してきた足利義栄への支持に傾き、二条晴良がそれに対抗するため義輝の弟である義昭の支持に切り替えた。その結果、義昭が織田信長の後ろ盾を受けて上洛すると、近衛前久は関白の地位を失って亡命を余儀なくされ、代わりに二条晴良が関白に任ぜられ、亡命していた九条稙通が京都に帰還した。
その後、義昭は信長に追放されて室町幕府は事実上滅亡し、足利将軍家は実体を喪失するが、摂関家の争いはその後の関白相論につながることになる。

## 足利将軍家連枝
足利将軍家の連枝として代表的な存在として鎌倉公方家が挙げられるが、室町時代前期の段階において室町幕府が公式に認めていた「御連枝」は足利義満の弟である満詮の系統と息子の義嗣の系統だけであった。そのうち、満詮の子は全て出家してしまい、義嗣は兄の義持に滅ぼされてしまったために早い時期に御連枝は断絶してしまった（鞍谷公方は義嗣の子孫と言われているが、実際には斯波氏の一族であった）。足利義量の没後は僧になっていた義持の弟（義円→義教）を還俗させて御連枝として継承させることで足利将軍家の断絶は回避された。御一家創設の背景の1つとして、こうした御連枝の断絶があったとされている。

### 鎌倉公方家
尊氏の四男基氏は鎌倉公方となって関東地方に下向し、鎌倉公方足利家を起こす。同家は後に古河公方と名乗る。歴代公方は諱において氏の字を通字として、時の将軍の偏諱を重ねた。ただし、以下の例外もある。
- 第3代鎌倉公方足利満兼は父・氏満と重なるために将軍足利義満からの偏諱のみを用いた。
- 第4代鎌倉公方足利持氏の嫡男・足利義久は、父・持氏が将軍足利義教への対抗意識から義教の偏諱を避けた。
- 第2代古河公方足利政氏は公方継承時点で将軍が不在だったため、前将軍足利義政から偏諱として受けた。
- 第3代古河公方足利高基は初め11代将軍足利義澄（前名：義高）から偏諱として受け「高氏」と名乗ったが、初代将軍足利尊氏の初名と重なるため、後に基氏の偏諱により「高基」と改名した。
- 第5代古河公方足利義氏は13代将軍足利義輝（初名：義藤）から、将軍家の通字である義を偏諱として受けた。これは嫡男が異母兄足利藤氏から交替させられた事情に関係すると考えられている[注釈 1]。

また、6代将軍義教の子政知は新任の鎌倉公方として関東に下向したが、混乱の最中にあった鎌倉に入ることが叶わず、伊豆に居を構えて堀越公方を称した。後に堀越公方家は子の茶々丸が北条早雲に滅ぼされて2代で絶えたが、茶々丸の異母弟・義澄が将軍家を継いだため、11代義澄から15代義昭までの室町将軍は全て堀越公方家の血統となった。
第2代古河公方足利政氏の子義明は、兄・高基との対立から下総国で小弓公方を称して自立するが、北条氏綱に討たれて滅亡する。しかし、里見氏に保護されていた義明の子孫である足利国朝、足利頼氏が豊臣政権によって取り立てられて喜連川氏を称した。
義昭の死後、足利将軍家は絶えたかに見えるが、阿波国では足利義維の子孫が江戸時代末まで平島と姓を変えて続いた（平島公方）ほか、義輝の遺児といわれる尾池義辰の子である西山至之の子孫が熊本藩士として、義昭の子とされる一色義喬の孫である坂本義邵の子孫が会津藩士として、同じく義昭の子といわれる永山義在の子孫が薩摩藩士として続いた。

### 御一家
足利将軍家は足利氏の一門・庶家を御一家衆として室町幕府の守護・側近あるいは遠国に知行する者を京都扶持衆として遇した。
吉良家と今川家は足利宗家を継ぐ者がいなかったときの継承者を出す格式であったとの伝承があるが、実際に宗家を継承した例はない。
また、御一家のうちでも渋川家、石橋家などは将軍家連枝として高い家格を有した。
一方、足利氏の一門のうち斯波家の格式は別格であった。ところが、斯波家は御一家衆としての待遇に預かることは出来なかった。これは御一家衆の組織が鎌倉公方家のみならず、管領・守護大名として幕府の中でも屈指の立場を確立した斯波家への牽制を目的にしていたからとも言われている。

## 足利将軍家及び鎌倉公方・古河公方足利家略系図年表
（改名は主なものだけを図示し、網羅してはいない）